# AN/PSQ-20
AN/PSQ-20 или ENVG (англ. Enhanced Night Vision Goggle) — портативный монокулярный прибор ночного видения разработки американской компании ITT Exelis, Inc., созданный для армии США в рамках оборонной программы Future Force Warrior. Поставляется в спецвойска и в 10-ю горную дивизию армии США для замены приборов ночного видения AN/PVS-7 и AN/PVS-14. Принцип действия основан на комбинировании эффекта тепловизора с традиционным усилением изображения, полученного в видимом свете.

## Конструкция
Конструкция прибора построена на ЭОП третьего поколения, характеристики которого не разглашаются, но при этом известно, что принцип работы базируется на совмещении двух изображений, одно из которых получено в видимом диапазоне, а второе — в инфракрасном.
Имеется возможность использовать прибор закрепленным на боевом шлеме (hands-free).

## Тактико-технические характеристики
Тактико-технические характеристики прибора по большей части остаются закрытой информацией.
Масса, кг — 0,91
Режим работы — пассивный
Угол обзора, град.
в ИК диапазоне — 28
в видимом диапазоне — 38
Кратность увеличения — 1×
Продолжительность бесперебойной работы, часов — 7,5
Тип питания — 4 элемента AA
Диоптрийная коррекция окуляра, +/-D — +2/-2

## Галерея

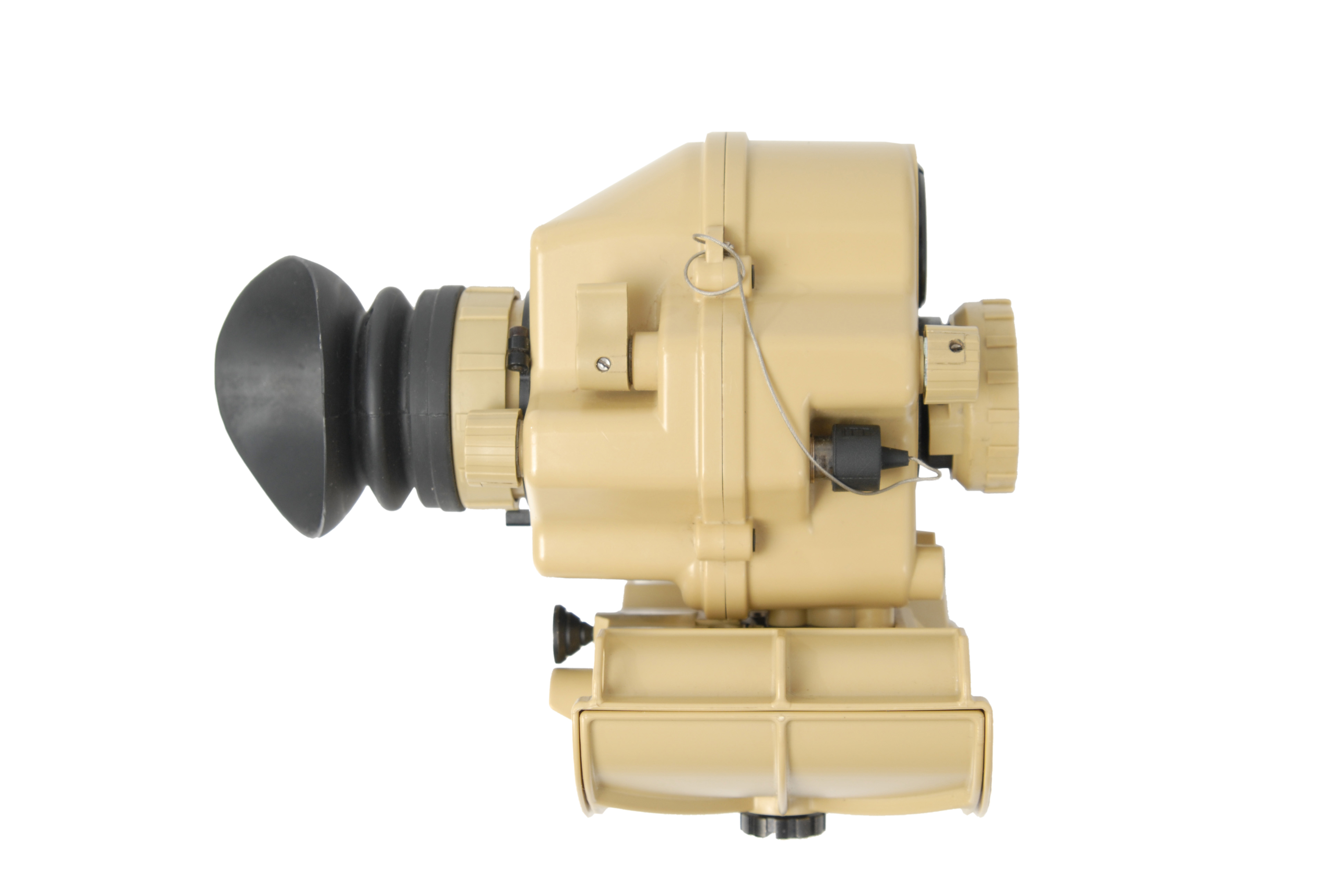
Прибор ночного видения AN/PSQ-20
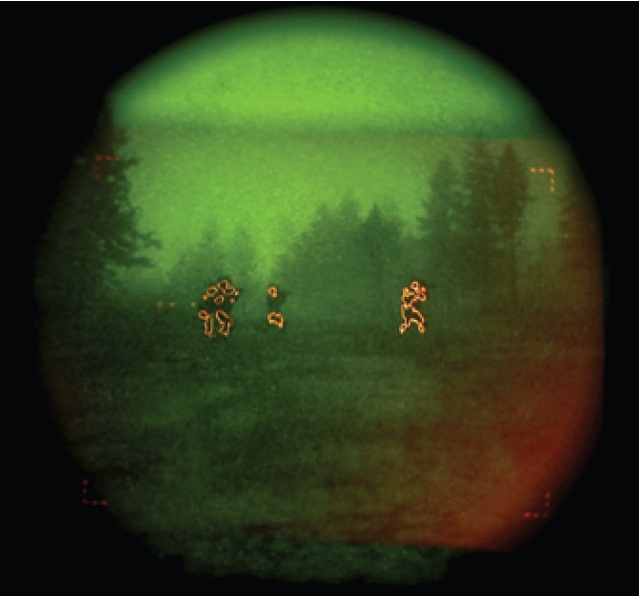
Тепловая картина, совмещённая с обычным изображением на экране прибора ENVG